# Ernst Lüthold
Ernst Lüthold (Baar, 24 mei 1904 – Zürich, 27 augustus 1966) was een Zwitsers componist, muziekpedagoog en dirigent.

## Levensloop
Lüthold studeerde aan de muziekacademie in Zürich en behaalde aldaar in 1927 zijn diploma's. Hij werkte als koorleider en dirigent van blaasorkesten, muziekleraar en componist. Zo was hij dirigent van de Musikverein Harmonie Adliswil (1923-1937), Feldmusikgesellschaft Baar (1934-1947), Harmonie Eintracht Küsnacht (1941-1943), Bürgermusik Luzern en vooral de Harmonie Kilchberg. Bij het Kantonalmuziekfeest in Zug in 1937 met de Feldmusikgesellschaft Baar en tijdens het Eidgenössische Musikfest in 1948 in Sankt Gallen behaalde hij met de Bürgermusik Luzern het hoogste aantal punten. Sindsdien werkte hij ook als jurylid bij vele wedstrijden en muziekfeesten in Zwitserland. 
Gedurende 20 jaar werkte hij als docent aan de muziekacademie Zürich, waar hij de blaasmuziekafdeling oprichtte en een groot aantal HaFa-dirigenten opleidde. In 1945 richtte hij samen met Walter Wild in Zürich de muziekuitgeverij Elwe-Musikverlag op. 
Als componist schreef hij vooral marsen voor harmonieorkest. De bekendste werken zijn wel Aufwärts, Musketier Marsch en Schwyzer Soldaten. 

## Composities

### Werken voor harmonieorkest
- 1927 Über den Ozean - ter herinnering aan Charles Lindbergh en zijn trans-Atlantische vlucht in mei 1927
- 1927 Aufwärts
- 1930 Soldatenehre
- 1933 Bannertreue
- 1933 Wehrbereit, op. 52 - won een 1e prijs tijdens een compositiewedstrijd van de Zwitserse omroep
- 1942 Fanfaren Marsch
- 1944 Völkerfreiheit
- 1945 Ätherwellen
- 1948 Conrad Ferdinand Meyer-Marsch
- 1952 Viva la Grischa
- 1953 Trauermarsch
- 1953 Hymne
- 1954 Andante Festival
- 1955 Musketier Marsch
- 1957 Der Zürcher Division
- 1960 Alte Freunde[1]
- 1961 Festmarsch 100 Jahre EMV
- 1961 Zunftmeistermarsch
- 1961 Jubiläumsmarsch (100 Jahre Feldmusik Baar)
- 1961 A. Schindler-Marsch
- 1961 Schwyzer Soldaten[2]
- 1962 Marsch des Inf. Regiments 83
- 1963 Marsch des Füs.Bat. 59 (59er-Marsch)
- 1964 Festmarsch der Müller
- 1964 Züri Marsch
- Swissair

### Vocale muziek

#### Werken voor koor
- 1942 Lied der Heimat, voor mannenkoor en harmonieorkest - tekst: Albert Mühlebach

#### Liederen
- 1945 E herzigs Maiteli, danslied in Zwitsers dialect voor tenor en instrumentaal ensemble - tekst: Paul Boesch
- "'s Abigglöckli", voor drie zangstemmen en orkest